# Henri Joseph Diémé
Henri Joseph Diémé, né le 16 novembre 1902 à Saint-Louis et mort à une date inconnue, est un dirigeant sportif sénégalais.

## Carrière
Henri Joseph Diémé fait partie des fondateurs du Comité olympique sénégalais, dont il est le vice-président de 1962 au 23 mars 1969, puis président du 23 mars 1969 à 1977. Il est également président de la Fédération sénégalaise de football de 1964 à 1969.
Il reçoit la médaille d'argent de l'Ordre olympique en 1981.